# Powder
Powder (pt: Energia Pura / br: Poder Especial) é um filme estadunidense, do ano de 1995, dos gêneros ficção científica e drama, dirigido por Victor Salva. O filme foi muito critícado por, no âmbito dos Estados Unidos, ter uma temática considerada infanto-juvenil e ter sido dirigido por um ex-pedófilo. 

## Enredo
Uma grande surpresa aguarda o xerife Barnum quando ele investiga a morte de um idoso morador da cidade. No local, em que se acreditava que o morto vivia sozinho, é encontrado um neto do mesmo, que nunca havia sido visto por ninguém. Descobre-se que ele havia sido mantido escondido de todos e que seu único contato com o mundo havia se dado através de livros que tinha lido. Levado a um orfanato, acaba se tornando vítima do preconceito dos outros internos, pois além de ser albino, é possuidor de uma extraordinária inteligência e poderes telepáticos. Com o tempo, a convivência com ele acaba por modificar o comportamento e a vida de todos ao seu redor.

## Elenco
| Nome                 | Personagem             |
| -------------------- | ---------------------- |
| Mary Steenburgen     | Jessie Caldwell        |
| Sean Patrick Flanery | Jeremy 'Powder' Reed   |
| Lance Henriksen      | Sheriff Doug Barnum    |
| Jeff Goldblum        | Donald Ripley          |
| Brandon Smith        | Delegado Harley Duncan |
| Bradford Tatum       | John Box               |
| Susan Tyrrell        | Maxine                 |
| Missy Crider         | Lindsey Kelloway       |
| Ray Wise             | Dr. Aaron Stripler     |
| Esteban Powell       | Mitch                  |
| Reed Frerichs        | Skye                   |
| Chad Cox             | Zane                   |
| Joe Marchman         | Brennan                |
| Phil Hayes           | Greg Reed              |
| Danette McMahon      | Emma Barnum            |
| Tom Tarantini        | Steve Barnum           |
| Woody Watson         | Deke Kelloway          |
| Alex Morris          | Dr. Duane Roth         |
| Brady Coleman        | Dr. Deggan             |
| Barry Berfield       | Paramédico #1          |
| Paula Engel          | Anna Reed              |
| Meason Wiley         | Arturo                 |
| Dee Macaluso         | Enfermeira #1          |
| James Huston         | Médico associado #1    |
| Bill Grant-Minchen   | Médico associado #2    |
| Bonnie Gallup        | Enfermeira #2          |
| Sean Cain            | Médico da ambulância   |
| David Scott Heck     | Estudante              |
| Darla Rae            | Sra. Kubler            |
| Barry Strickland     | Garoto da Escola       |

## Premiações
- Indicado

MTV Movie Awards
Categoria Melhor Ator Estreante Sean Patrick Flanery
- Ganhou

Gérardmer Film Festival
Categoria Prêmio da Audiência Victor Salva